# Pool It!
Pool It! är The Monkees tionde studioalbum utgivet i september 1987. Albumet är producerat av Roger Bechirian och det var gruppens första studioalbum sedan Changes (1970).
På albument medverkar Micky Dolenz, Davy Jones och Peter Tork. The Monkees fjärde ursprungliga medlem Michael Nesmith deltog inte. Detta var första gången sedan albumet Head från 1968 som Peter Tork medverkade.
Albumet nådde Billboard-listans 72:a plats.

## Låtlista
Singelplacering i Billboard inom parentes.
1. Heart and Soul  (Simon Byrne/Andrew Howell) (#87)
2. (I'd Go The) Whole Wide World (Eric Wreckless)
3. Long Way Home (Dick Eastman/Bobby Hart)
4. Secret Heart (Fairweather/Page)
5. Gettin' In (Peter Tork)
6. (I'll) Love You Forever (David Jones)
7. Every Step Of The Way (Mark Clarke/Ian Hunter)
8. Don't Bring Me Down (Bill Teeley/Glenn Wyka)
9. Midnight (David)
10. She's Movin' In With Rico (Andrew Howell)
11. Since You Went Away (Levine)
12. Counting On You (Green)